# Österreichische Unabhängigkeitsbewegung
Österreichische Unabhängigkeitsbewegung (ÖUB), ab November 1943 auch Österreichische Freiheitsfront (ÖFF), nannte sich eine Partisanengruppe in der Steiermark, die im Raum Leoben-Donawitz-Eisenerz bewaffneten Widerstand gegen die Herrschaft der Nationalsozialisten leistete. Sie entstand ursprünglich aus der Arbeiterschaft im obersteirischen Industriegebiet, verstand sich später jedoch als überparteiliche Gruppe, der sich vor allem österreichische Wehrmachtsdeserteure anschlossen. Über slowenische Fremdarbeiter bestand auch Kontakt zu den jugoslawischen Partisanen. In der Literatur wird sie auch als Gruppe Leoben-Donawitz bezeichnet.

## Entstehung
Die Gruppe entstand zuerst um die Leobner Kommunisten Sepp Filz, Anton Wagner, Simon Trevisani, Ferdinand Andrejowitsch und Max Muchitsch. Diese unternahmen im Verborgenen Widerstandstätigkeiten und knüpften Kontakte, etwa über sich in Leoben befindliche slowenische Fremdarbeiter zu jugoslawischen Partisanen. Ab Ende 1942, als sich durch die Schlacht von Stalingrad erste Zweifel an einen Sieg des Deutschen Reiches in der Bevölkerung regten, begannen sie Flugblätter in Umlauf zu bringen, in denen sie zum Widerstand gegen den Nationalsozialismus aufriefen.
Anfang 1943 wurden in Slowenien Partisanen verhaftet, zu denen die Gruppe Kontakt gehabt hatte. Durch die Befürchtung, nun selbst aufgedeckt zu werden, gingen die Mitglieder der Gruppe in den Untergrund, verließen im April 1943 Leoben und schlossen sich in Slowenien der Osvobodilna Fronta an. Als Anfang November die Moskauer Deklaration veröffentlicht wurde, in der die Alliierten ein neues unabhängiges Österreich unterstützten, aber gleichzeitig aktives Mitwirken der österreichischen Bevölkerung einforderten, gingen Sepp Filz und Anton Wagner zurück nach Leoben. Dort bauten sie Kontakte zu Bauern und Arbeitern auf, um für den bewaffneten Kampf ein Netzwerk zu bilden. Muchitsch und Andrejowitsch konnten zudem Verbindungen zu einzelnen Personen in Ämtern und Behörden der Region aufbauen. Der Mitstreiter Silvester Heider kümmerte sich in der Zwischenzeit um die Kriegsgefangenenhilfe und konnte aus dem Zwangsarbeiterlager Trofaiach drei Slowenen befreien, die sich daraufhin den Partisanen anschlossen.

## Bewaffneter Kampf
Im Frühjahr 1944 nahm die sich nun Österreichische Freiheitsfront nennende Gruppe den bewaffneten Kampf auf, verübte Anschläge auf Eisenbahnlinien und unterbrachen damit Munitionslieferungen, so etwa im April bei Diemlach, in Auwald am Jassingdurchlass bei St. Michael und in Großreifling. Gleichzeitig wurden weitere Flugblatt-Aktionen durchgeführt. Auch Max Muchitsch, der eine Verhaftung durch die Gestapo befürchtete, ging nun in den Untergrund und schloss sich im April 1944 aktiv den Partisanen an. Im Sommer 1944 kam es jedoch zu Rückschlägen. Bei Gefechten mit den nationalsozialistischen Sicherheitsbehörden gab es die ersten Toten der Partisanengruppe. Daneben wurden einige Mitglieder durch Unachtsamkeit von der Gestapo in der Stadt verhaftet, wodurch weitere Unterstützer und Sympathisanten aufgedeckt wurden. Mehr als Hundert Personen wurden verhaften, wovon später über 40 in Konzentrationslagern starben. Die Gruppe zog sich daraufhin ins Gebirge in eine Holzknechthütte auf der Archnerthörl auf dem Thalerkogel zurück. Eine Kontaktaufnahme mit Partisanen aus Kapfenberg scheiterte auf Grund der strikten Abriegelung des Gebiets. Die Gruppe wurde daraufhin von einer Patrouille der Gestapo aufgespürt und beim folgenden Feuergefecht wurde Silvester Heider und zwei weitere Widerstandskämpfer getötet. Der Rest konnte sich zurückziehen. Nach einem weiteren Anschlag auf die Südbahn bei der Mallinger-Mühle in Leoben wurde der bewaffnete Kampf vorerst aufgegeben und die untergetauchten Partisanen mussten den Winter 1944/45 unter freiem Himmel verbringen.
Erst im Frühling konnte die Gruppe wieder aktiv werden, als sich vom Osten bereits die 3. Ukrainische Front der Roten Armee unter Marschall Tolbuchin über Ungarn kommend der Steiermark näherte. Die Partisanen begannen wieder mit Flugblattaktionen, in denen sie die Bevölkerung aufriefen die nationalsozialistischen Machthaber nicht länger zu unterstützen. Wörtlich forderten sie dabei:
- 1. Kampf mit allen uns zur Verfügung stehenden Mitteln einschließlich Waffengebrauchs gegen die faschistischen Okkupanten und ihre österreichischen Helfershelfer, die durch Betrug, Lüge und Ausnützung unserer Gutmütigkeit sowie durch Anwendung brutalsten Terrors uns aller Rechte beraubten und zu Sklaven einer faschistischen Herrenclique machten.
- 2. Errichtung eines freien, unabhängigen, demokratischen Österreichs, das mit allen Völkern in Freundschaft zu leben gewillt ist, jeden Rassen- und Nationalhaß bekämpft sowie Religions- und Meinungsfreiheit sichert.
- 3. Enteignung der Schwerindustrie, des Großgrundbesitzes sowie der faschistischen Institutionen, deren Verstaatlichung bzw. Aufteilung.

Erst in den letzten Kriegstagen vor dem Anrücken der Alliierten trat die Gruppe dann wieder in Aktion. Max Muchitsch und Sepp Filz waren am 8. Mai 1945 bei der Besetzung des Stahlwerks Donawitz beteiligt. Der NS-Werkschutz wurde entwaffnet und so eine Sprengung der Anlagen verhindert. Noch am selben Tag wurde ein Dreierausschuss von Kommunisten, Sozialisten und Christlichsozialen gebildet, der in Leoben provisorisch die Macht übernahm. Der Partisan Sepp Filz war dabei der Delegierte der KPÖ.
Wenige Wochen darauf kam die Steiermark am 24. Juli 1945 auf Grund des alliierten Abkommens von sowjetischer unter britischer Verwaltung. Die Mitglieder der Partisanenbewegung wurden daraufhin aus dem politischen Leben verdrängt und kehrten zurück in ihre bürgerlichen Berufe. Max Muchitsch veröffentlichte 1966 in der Schrift „Die Partisanengruppe Leoben-Donawitz“ seine Erinnerungen an diese Zeit.

## Bedeutung
Neben zahlreichen Widerstandsgruppen wie die um Gustav Pfeiler in der Oststeiermark, gab es auf dem Gebiet Österreichs nur in vier Regionen aktive Partisanenbewegungen. Dies waren die Gruppe um Sepp Plieseis im Salzkammergut sowie jene um Wolfgang Pfaundler im Tiroler Ötztal, außerdem die Kärntner Partisanen und die obersteirische Gruppe um Leoben. All diese Partisanengruppen hatten in ihren Regionen große Bedeutung bei der Machtübernahme in den letzten Kriegstagen. Die Leobner Gruppe war auch schon davor durch bewaffnete Sabotageakte aktiv. Dennoch ist sie bis heute in der Literatur die am wenigsten dokumentierte, da in der unmittelbaren Nachkriegszeit und im beginnenden Kalten Krieg vor allem die kommunistischen Partisanen ins politische Abseits gerieten.